# Polyporogaster insignis
Polyporogaster insignis är en mångfotingart som först beskrevs av Frederik Vilhelm August Meinert 1886.  Polyporogaster insignis ingår i släktet Polyporogaster och familjen trädgårdsjordkrypare.
Artens utbredningsområde är Pakistan. Inga underarter finns listade i Catalogue of Life.